# Melvin Gibbs
Melvin Gibbs (Brooklyn (New York)) is een Amerikaanse fusionbassist, componist en producent, die op bijna 200 albums in diverse muziekgenres is verschenen. Gibbs staat onder andere bekend om zijn werk in de jazz met drummer Ronald Shannon Jackson en gitarist Sonny Sharrock, en in de rockmuziek met de Rollins Band en Arto Lindsay.

## Biografie
Als inwoner van Brooklyn, New York, bezocht Gibbs het Medgar Evers College en het Brooklyn Conservatory of Music. Na zijn afstuderen aan het Berklee College of Music, kwam Gibbs voor het eerst in de openbaarheid als lid van de band Defunkt, die een steunpilaar was van het begin van de jaren 1980 in het New Yorkse circuit. Gedurende het grootste deel van de jaren 1980 speelde hij in de Decoding Society van drummer Ronald Shannon Jackson met de gitaristen Vernon Reid en Sonny Sharrock en saxofonist John Zorn. Met Jackson en gitarist Bill Frisell was hij lid van de band Power Tools. Gibbs leidde de band Eye and I samen met D.K. Dyson, die ook de Black Rock Coalition, waarvan hij een oorspronkelijk lid is, heeft opgericht. Gibbs nam de rol van platenproducent op zich, terwijl hij in de jaren 1990 bij de Rollins Band zat. Hij werkte in die hoedanigheid en produceerde platen voor andere artiesten bij Rage Records..
Hij was lid van de avant-metalband Rollins Band van 1993 tot ongeveer 1998 en opnieuw in 2006, toen de groep kortstondig werd hervormd. Als lid van de Rollins Band trad hij op tijdens Woodstock '94 in 1994 en werd hij genomineerd voor een Grammy Award in 1995. Gibbs heeft ook opgenomen met hiphop-muzikant Dead Prez, de Braziliaanse muzikanten Caetano Veloso en Marisa Monte, de Latijns-Amerikaanse muzikant Eddie Palmieri, de Nigeriaanse muzikant Femi Kuti en gitarist Marc Ribot. Hij produceerde albums van gitarist Arto Lindsay en turntablist DJ Logic.
Gibbs formeerde de Punk-Funk All-Stars met James Blood Ulmer, Defunkt-leider Joseph Bowie, Vernon Reid en Ronald Shannon Jackson. In 1998 formeerde Gibbs, gitarist Brandon Ross en drummer J.T. Lewis het trio Harriet Tubman, dat vanaf 2020 nog steeds concerten en platen opneemt.
Het eerste album Ancients Speak van Melvin Gibbs' Elevated Entity werd op 17 maart 2009 uitgebracht door Livewired Music. In 2009 trad hij toe tot de band SociaLybrium met Bernie Worrell van Parlement-Funkadelic, DeWayne 'Blackbyrd' McKnight en J.T. Lewis. Het album For You/For Us/For All werd in december 2009 uitgebracht door Livewired.
Andere projecten van Gibbs zijn Melvin Runs the Hoodoo Down met gitarist Pete Cosey en toetsenist John Medeski, het JFM Trio met gitarist Jeff Parker en percussionist Francisco Mora, de Geechee Seminoles met percussionist David Pleasant, Zig Zag Power Trio met gitarist Vernon Reid en drummer Will Calhoun, God Particle met kosmoloog/saxofonist Stephon Alexander, David Pleasant en andere muzikanten en Melvin Gibbs Magnum.

## Discografie

### Als leader en co-leader
- 2004: Raw Meet with Elliott Sharp, Lance Carter (Intakt Records)
- 2009: Ancients Speak (LiveWired)
- 2010: Christian Marclay: Graffiti Composition met Elliott Sharp, Mary Halvorson, Lee Ranaldo, Vernon Reid
- 2013: Crossing the Waters met Elliott Sharp, Lucas Niggli (Intakt)[6]

Met Defunkt
- 1980: Defunkt
- 1994: Live & Reunified
- 2005: Defunkt/Thermonuclear Sweat[6]

Met Rollins Band
- 1994: Weight
- 1997: Come In and Burn[6]

Met Harriet Tubman
- 1998: I Am a Man (SlaveNo Mo'/Knitting Factory Records)[1][7]
- 2000: Prototype (Avant Records)
- 2011: Ascension (Sunnyside)
- 2017: Araminta (Sunnyside)
- 2018:: The Terror End of Beauty (Sunnyside Records)[8][9]

Andere bands
- 1987: Strange Meeting, (Power Tools)
- 2010: For You - For Us - For All, (Socialybrium)

### Als sideman
Met Jean-Paul Bourelly
- 1994: Saints & Sinners
- 1997: Fade to Cacophony: Live
- 2002: Trance Atlantic[6]

Met DJ Logic
- 1999: Project Logic
- 2001: The Anomaly
- 2006: Zen of Logic[6]

Met Ronald Shannon Jackson
- 1980: Eye on You
- 1981: Nasty
- 1982: Mandance (Antilles Records)
- 1983: Street Priest
- 1983: Barbeque Dog (Antilles)
- 1985: Decode Yourself (Island Records)
- 1990: Taboo
- 1999: Live in Montreux
- 2000: Earned Dreams
- 2000: Live at Greenwich House[6]

Met Arto Lindsay
- 1995: Aggregates 1-26
- 1996: Mundo Civilizado
- 1996: Subtle Body
- 1998: Noon Chill
- 1999: Prize
- 2000: Ecomixes
- 2002: Invoke
- 2004: Salt
- 2014: Encyclopedia of Arto
- 2017: Cuidado Madame[6]

Met Marisa Monte
- 1991: Mais
- 1996: Barulhinho Bom (A Great Noise)[6]

Met Sonny Sharrock
- 1987: Seize the Rainbow (Enemy Records)
- 1989: Live in New York (Enemy)
- 1996: Into Another Light[6]

Met Moreno Veloso
- 2001: Music Typewriter
- 2014: Coisa Boa[6]

Met John Zorn
- 1986: The Big Gundown (Elektra Records)
- 1988: Spillane[6]

Met anderen
- 1982: Sueño, Eddie Palmieri
- 1989: Come Together as One, Will Downing
- 1989: Unh!, Philip Tabane
- 1990: Metamorphosis, World Saxophone Quartet
- 1990: Rootless Cosmopolitans, Marc Ribot
- 1991: Circulado, Caetano Veloso
- 1991: Lust, Ambitious Lovers
- 1995: Very Neon Pet, Peter Scherer
- 1997: Terra Incognita, Chris Whitley
- 1998: Black Music, Chocolate Genius
- 1999: Mustango, Jean-Louis Murat
- 1999: Pasajes de un Sueno, Ana Torroja
- 1999: Return of Kill Dog E, Scotty Hard
- 1999: Vitamin C, Vitamin C
- 2000: Let's Get Free, Dead Prez
- 2000: Menace to Sobriety, OPM
- 2000: More, Vitamin C
- 2003: Deeper Than Oceans, Kazufumi Miyazawa
- 2004: Ten, Ellery Eskelin
- 2010: The Art of Bellydance, Bellydance Superstars[6]